# 理查·克里斯多福·卡林頓
理查·克里斯多福·卡林頓（英語：Richard  Christopher Carrington，1826年5月26日－1875年11月27日）是一位英國的業餘天文學家，他在1859年的天文觀測証明太陽閃焰的存在，並且建議對地球的極光和電器有所影響；而他在1863年的觀測記錄的太陽黑子顯示太陽的較差自轉。

## 生平和工作
儘管他沒有發現11年的太陽黑子活動週期，在他聽到海因利希·史瓦貝的工作之後，導致他以卡林頓之名標示太陽黑子活動週期的序號。例如，在2002年達到極大期的是第23卡靈頓週期。
依據太陽黑子的運動，卡林頓也確定了太陽的自轉軸，且這個結果迄今仍被始用著。卡林頓自轉是依據他對低緯度太陽黑子的觀測，測量的太陽經度自轉速率。
卡林頓起初所做的觀測導致史波勒定律的創建。
他在1859年獲得英國皇家天文學會金質獎章 (RAS)。
卡林頓也以他在1853年11月9日至1861年3月24日"在雷德希爾對太陽黑子的觀測"，獲得法蘭西科學院的拉朗德獎。這個有重大意義的獎項從未登載在皇家天文學會月報上，或許是因為卡林頓對於劍橋大學任命朗迪恩天文學及幾何學教授約翰·亞當斯擔任劍橋天文台台長而表達出嚴厲、尖銳的公開批評所導致的結果。在1865年，卡林頓撤回了可能從英國皇家天文學會獲得第二面金質獎章的太陽黑子報告，以表達他的不悅。

### 卡靈頓的超級大閃焰

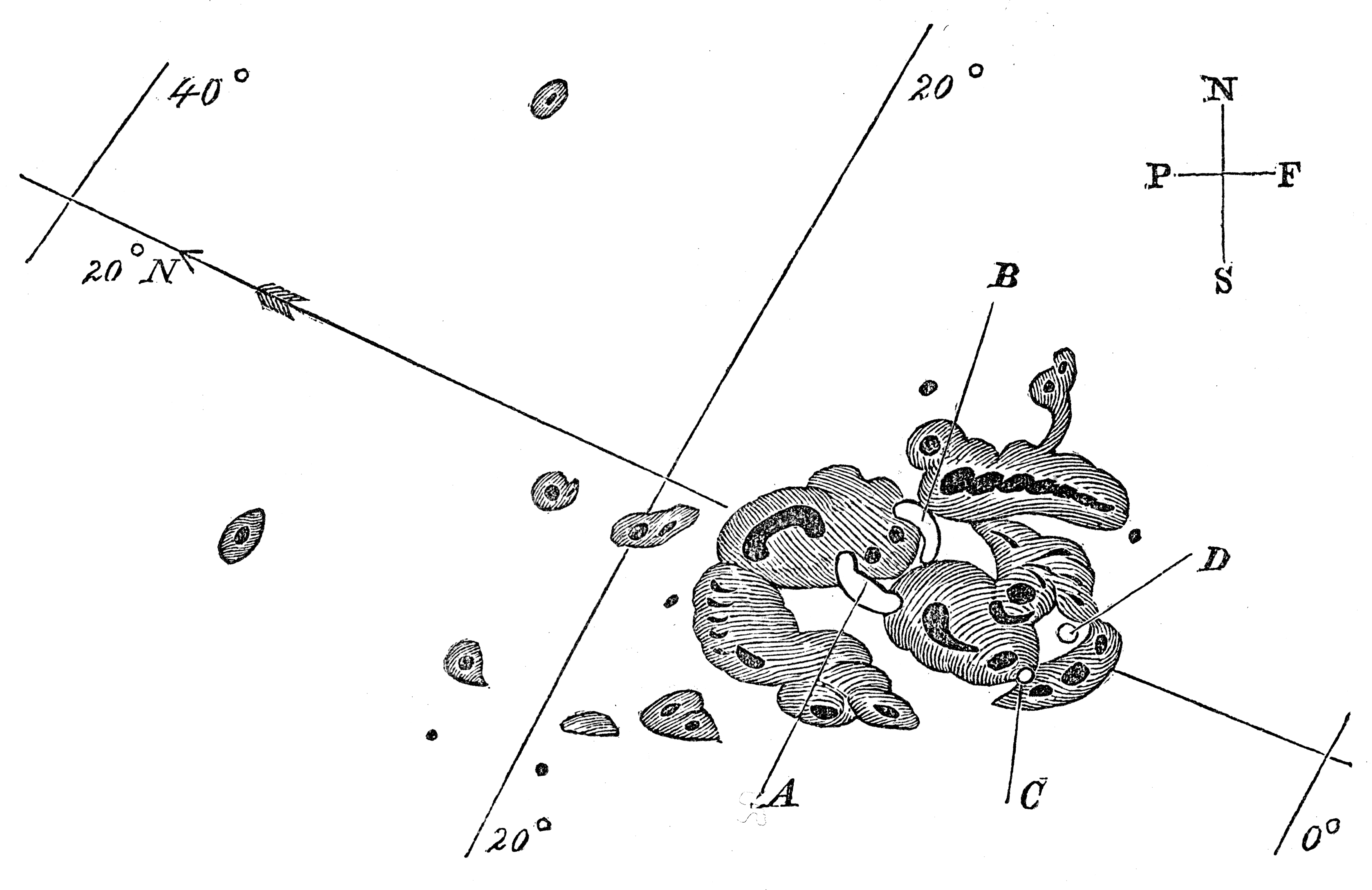
卡林頓於1859年描繪的太陽黑子。

在1859年9月1日，卡林頓和理查霍奇森，另一位英國的業餘天文學家，各自獨立的進行了第一次的太陽閃焰觀測。由於與喬城天文台鮑爾弗·斯圖爾特的磁強計在第二天觀測到的"crochet"，地磁風暴，同時發生，卡林頓懷疑太陽-地球間有關聯性。全球廣泛報導伊萊亞斯·羅密士編輯和發表1859年地磁風暴的影響，支持卡林頓和鮑爾弗·斯圖爾特的觀測。

### 在皇家天文學會和劍橋天文台的糾葛
亞當斯委派了一個特殊的封閉集團，並且亞當斯是有投票權的成員。亞當斯親自調高自己的薪水，增加為250英鎊，並且在它的餘生免費居住在天文台 － 總共長達31年。而更令人驚訝的是，他不需要作任何實際的天文觀測，無過失的附帶條款使他可以全身退離天文台的職務，這証明他擔任了太多的行政職務。由於亞當斯安排天文台做為他的居所，因此在任職後立刻全面翻新 (在劍橋大學的開支和成本數倍於台長250英鎊的年薪)，看來他有可能早就歸咎於概率相當低的潛在不幸。在1861年5月2日，劍橋大學校務委員會正式批准亞當斯的任命，接近卡林頓長達7年半有系統的太陽黑子觀測被遺棄，這在事實上與卡林頓在它的書中所提出的辭職理由完全吻合。很明顯的，卡林頓原本希望能繼續完整的觀察太陽11年的週期。
可能是為了減少後續批評的保險策略，亞當斯明智的刪除了選擇過程的紀錄，使看起來以前就是如此 (1861年2月15日)。作為支持這個看法的，原則上，台長是一個獨立的職位，而不是可能會對教授的時間和精力產生衝突，繼續添加沉重負擔的學術責任。不過，與這同時稍早的信件，約翰·柯西·亞當斯也清楚的表明他反對給與"僅僅"（"僅僅"是他的信中唯一帶底線的單詞）只是觀測者的地位。很有可能這必須被理解為卡林頓已在同儕中取得了僅有36位" 數學甲等 "的地位。在這個領域的潛在候選人成為台長的可能性是極小的。當然，亞當斯也在自己審查的那一年取得第一級的數學甲等資歷。幸運的是，對於那些想要了解這段有意思歷史插曲的人，還存在著許多亞當斯未發送的－結果無足輕重－不必要的信稿和論文。在亞當斯1861年4月27日的信稿中，清楚的闡述了他對委員會潛在開放卡林頓進入競爭程序的態度。亞當斯寫道："由於我發現我沒有任何在爭奪職位的效率，我不能獲得任命為台長。我謹允許撤銷我的名字，並不再被認為候選人 … …"。
目前已知沒有卡林頓的圖片。不過已知在當他是RAS的秘書時，卡林頓的圖片曾在"round-robin"的專案中被採用。

## 精選的著作
- Carrington, Richard Christopher, , Durham: W. E. Duncan and Son, 1855
- Carrington, Richard Christopher, , Longman, Brown, Green, and Longmans, 1857
- Carrington, R. C., , Monthly Notices of the Royal Astronomical Society, 1859, 20: 13–15, Bibcode:1859MNRAS..20...13C
- Carrington, Richard Christopher,

## 延伸讀物
- Ashbrook, Joseph, , , Cambridge, Massachusetts: Sky Publishing Corporation: 340–344, 1984, ISBN 0-933346-24-7 - Originally published in the July, 1960 issue of Sky & Telescope
- Clark, Stuart, , Princeton: Princeton University Press, 2007, ISBN 0691126607
- Clark, Stuart, , Endeavour, 2007, 31 (3): 104–92007 September, PMID 17764743, doi:10.1016/j.endeavour.2007.07.004
- . . London: Smith, Elder & Co. 1885–1900.
- Franzel, T. G., , Physics Essays, 1999, 12 (3): 531–569, Bibcode:1999PhyEs..12..531F, doi:10.4006/1.3025412
- Pang, Alex Soojung, , American Scientist, 2007, 95 (Nov–Dec): 538–540  [2012-03-18], （原始内容存档于2017-03-05）
- , Monthly Notices of the Royal Astronomical Society, 1876, 36: 137–142, Bibcode:1876MNRAS..36..137. - an obituary

## 外部連結
- "Carrington's star billing" （页面存档备份，存于）: an article in The Times Literary Supplement （页面存档备份，存于） by John North, October 24, 2007
- Biography at High Altitude Observatory
- Extensive history and timeline about Carrington by Astronomer Sten Odenwald （页面存档备份，存于）
- NASA - Carrington Super Flare （页面存档备份，存于） NASA May 6, 2008